# Wesley Snipes
Wesley Snipes, né le 31 juillet 1962 à Orlando, en Floride (États-Unis), est un acteur et producteur américain.
Il commence sa carrière audiovisuelle dans le clip de la chanson Bad de Michael Jackson, réalisé par Martin Scorsese en 1987. Longtemps second rôle de luxe, il gagne en notoriété au début des années 1990 avec des films comme The King of New York, Mo' Better Blues, Jungle Fever et New Jack City, puis enchaine avec des films à succès comme Passager 57, L'Extrême Limite, Money Train, Les blancs ne savent pas sauter, U.S. Marshals, Meurtre à la Maison Blanche, Drop Zone, Un seul deviendra invincible et Demolition Man, avant de franchir encore une étape dans sa carrière en 1998 grâce au rôle de tueur de vampires de la saga Blade.
Il est ainsi considéré lors de cette décennie 1990 comme un spécialiste des films d'action, dans lesquels il peut d'ailleurs faire démonstration de ses aptitudes physiques et de sa maîtrise des arts martiaux : il est en effet 5e dan de karaté shotokan et 2e dan de hapkido. Toutefois, il a su aussi se distinguer dans des thrillers, comédies ou drames, donnant par exemple la réplique à Robert De Niro dans Le Fan ou à Sean Connery dans Soleil levant.
Dès 1991, il fonde sa propre société de production indépendante, Amen Ra Films, qui coproduit ensuite la série des Blade. Sa carrière commence à connaître un revers après le début des années 2000, une période où on ne le voit apparaître qu'à deux occasions sur les écrans de cinéma américain pour Blade II en 2002 et Blade: Trinity en 2004. Il s'appuie en effet sur sa société de production pour se consacrer entièrement à la production de films destinés directement au marché de la vidéo. En 2010, il est condamné pour fraude fiscale et incarcéré le 9 décembre pour une durée de trois ans. Il est sorti de prison le 6 avril 2013. En 2014, il joue dans le film d'action Expendables 3.

## Biographie

### Les débuts
Né à Orlando en Floride, sa famille déménage ensuite alors qu'il est enfant dans le sud du Bronx, où il entre dans le lycée des arts d'interprétation Fiorello H. LaGuardia. À sa grande déception, sa mère décide de ramener la famille à Orlando où il doit terminer l'école secondaire, créant cependant avec des amis le Struttin' Street Stuff, une compagnie ambulante de marionnettistes qui se produit dans des parcs et des écoles. En 1980, il termine le lycée et décide de revenir à New York pour poursuivre ses études dans la State University of New York à Purchase. Il y reçoit en 1985 un diplôme de Bachelor of Fine Arts et obtient ensuite plusieurs rôles dans des comédies musicales à Broadway.

### Carrière d'acteur
En 1985, vivant alors de petits boulots, il auditionne pour le film Wildcats de Warner Bros, avec Goldie Hawn, et arrive à y obtenir un rôle.
Il enchaîne en apparaissant dans la version longue du clip Bad en tant que chef du gang rival de celui de Michael Jackson puis dans le film Streets of Gold où il est remarqué par Spike Lee. Il renonce cependant au rôle que celui-ci lui propose dans Do the Right Thing pour préférer un rôle plus important dans Major League suivi par plusieurs succès au box-office. Le rendez-vous avec Lee n'est cependant que reporté, Snipes se rattrapant ensuite en tenant le rôle du saxophoniste de jazz Shadow Handerson dans Mo' Better Blues puis le rôle principal du drame romantique Jungle Fever.
Bien qu'apparaissant dans de nombreux films d'actions, il fait aussi dans la comédie avec Les blancs ne savent pas sauter, le drame The Waterdance, et ose même apparaître en drag queen aux côtés de Patrick Swayze et John Leguizamo dans le film de 1995 Extravagances. En 1997, il joue aussi dans le drame érotiquo-romantique Pour une nuit de Mike Figgis aux côtés de Nastassja Kinski, Kyle MacLachlan, Ming-Na Wen et Robert Downey Jr.. Sa performance dans ce film lui vaut la Coupe Volpi de la meilleure interprétation masculine à la Mostra de Venise. C'est à ce jour, sa seule récompense cinématographique.
1998 est un sommet dans sa carrière avec la sortie de Blade qui rapporte plus de 150 millions de dollars de recette. Il obtient alors son étoile sur le Hollywood Walk of Fame, et un doctorat honorifique décerné par son ancienne université Purchase.
En tant que producteur, il s'engage en produisant à travers sa société Black Dot Media, filiale spécialisée de Amen Ra Films, des documentaires sur des intellectuels africains et afro-caraïbéens ; le premier consacré à John Henrik Clarke est acclamé par le festival de Sundance et reçoit le grand prix du Urbanworld Film Festival de New York. Le résultat financier n'est cependant pas à la hauteur car Black Dot Media est assez rapidement arrêté.
En produisant pour le câble un documentaire sur les arts martiaux au vingtième siècle, The First Tribute to the Martial Arts Masters of the 20th Century, il y trouve un bien meilleur succès populaire.
En 2010, il est condamné pour fraude fiscale et incarcéré le 9 décembre pour une durée de trois ans.
Entre 2010 et 2011[précision nécessaire], il a annoncé qu'après avoir purgé sa peine, il souhaite renouer aussitôt avec le cinéma. Il est recruté par Stallone pour le rôle de "Doc" dans Expendables 3, qui sort en 2014. Au Comic-Con de San Diego en 2015, Wesley Snipes évoque la possibilité d'un 4e long métrage de la franchise Blade,,.
Depuis 2005, lors de la sortie de Tekken 5, Raven, un personnage du jeu est inspiré de l'acteur notamment sa coiffure dans Demolition Man, il sort son gimmick "I'll see you in hell" (Rendez-vous en enfer) du même film. Sa tenue est inspirée du personnage principal du film homonyme Blade.
Après sa sortie de prison pour fraude fiscale, Wesley Snipes fait son retour au cinéma en 2014 avec un second rôle, celui de Casanova "Caz" Phillips dans Brooklyn's Finest. La même année, il apparaît dans la suite The Expendables 3. Son jeu de rôle comique en tant que D'Urville Martin dans Dolemite Is My Name lui vaut des critiques très positives,.

### Problèmes judiciaires

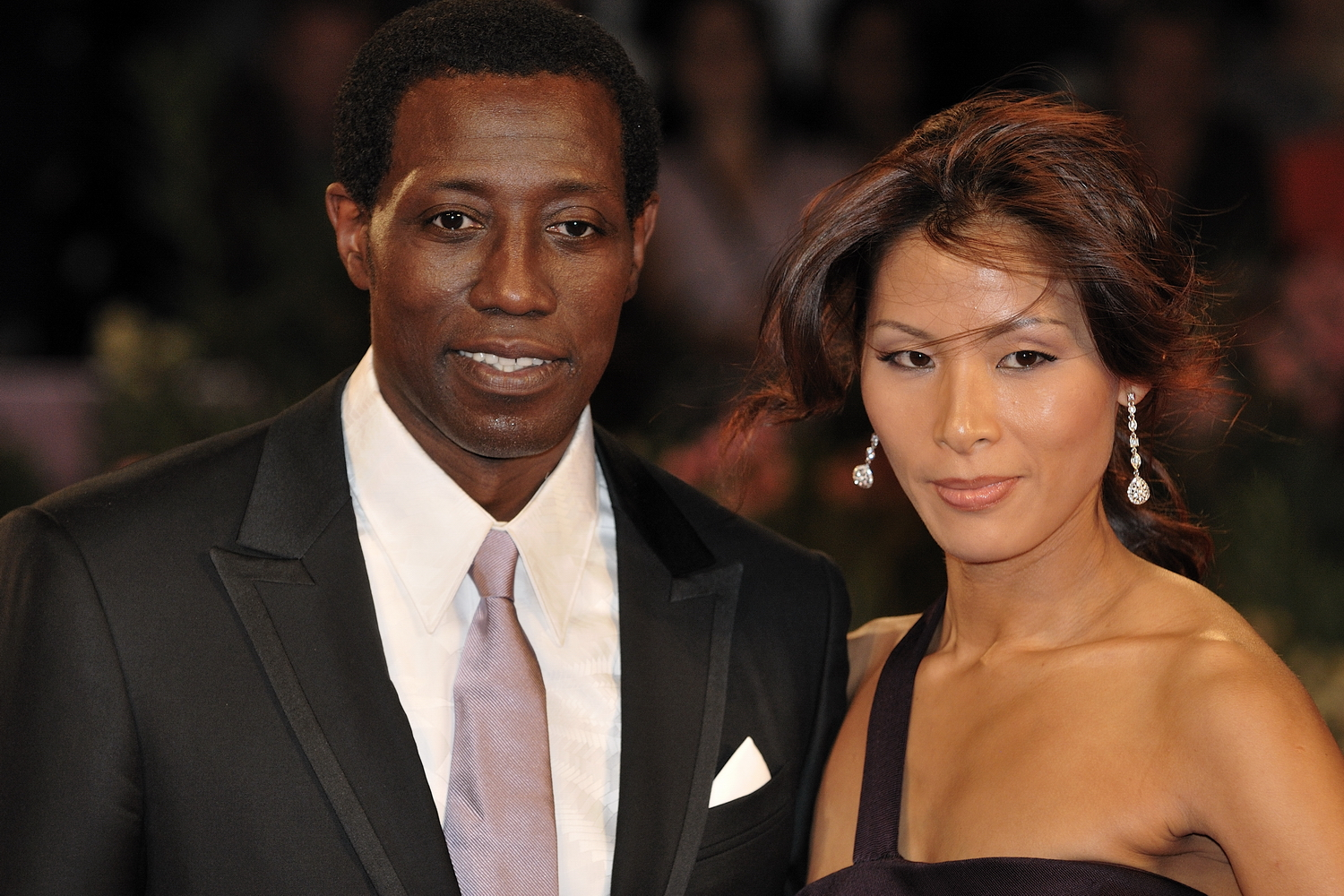
Avec sa femme Nakyung "Nikki" Park à la Mostra de Venise 2009.

En 2004, le chanteur Christopher Williams, que la rumeur accuse d'avoir provoqué la surdité d'une oreille de Halle Berry en la frappant, affirme qu'en fait le vrai coupable serait Wesley Snipes. Aucune confirmation ni infirmation n'est venue, et Halle Berry refuse toujours d'identifier le responsable de sa surdité.

#### Fausse accusation de paternité
Toujours en 2004, il est accusé d'être le père d'un enfant qui aurait été conçu lors d'une visite dans une maison de passe en 2000. Snipes nie et refuse de se soumettre à un test de paternité. L'accusation a fini par s'écrouler lorsqu'il s'est avéré que le tribunal n'avait pas pris en compte le manque de crédibilité des déclarations de l'accusatrice qui relèvent manifestement d'une fabulation pathologique.

#### Faux passeport sud-africain
En 2005, il est détenu à l'aéroport international de Johannesburg pour avoir présenté un faux passeport sud-africain aux autorités douanières. Il déclare alors avoir obtenu ce document à travers un avocat américain et être prêt à coopérer avec les autorités pour éclaircir l'affaire. Il est finalement libéré et autorisé à revenir aux États-Unis avec son vrai passeport américain, en étant juste noté indésirable aux frontières sud-africaines. L'affaire déclenche une petite polémique en Afrique du Sud sur les raisons pour lesquelles il a été relâché aussi facilement, à savoir si le document ne serait pas un « vrai-faux » et si l'affaire n'a pas été enterrée pour protéger les autorités responsables. Par la suite, le département de l'intérieur sud-africain déclare dans un communiqué que cette procédure est normale.

#### Fiscalité
En octobre 2006, un mandat est lancé contre lui à la suite d'une plainte pour fraude fiscale déposée par le fisc américain, l'Internal Revenue Service. L'IRS l'accuse d'avoir déposé de fausses déclarations pour obtenir 4 millions de dollars de remboursement en 1996, puis 7,3 millions en 1997, et de ne pas avoir déclaré ses impôts pour les années 1999 à 2004. Cumulés, les divers chefs d'accusation de l'IRS pourraient lui valoir 16 années de prison, en plus d'amendes considérables.
L'accusation porte également contre son conseiller fiscal, Douglas P. Rosile, Sr. L'IRS lui avait déjà interdit en 2002 toute activité dans le conseil fiscal, à la suite de la découverte de fausses déclarations concernant 174 de ses clients dans 34 États, pour un montant total supérieur à 29 millions de dollars.
L'IRS accuse en particulier Snipes de s'être adressé à des conseillers fiscaux déjà connus pour de fausses déclarations, concluant un accord avec la firme American Rights Litigators où 20 % des sommes économisées devaient leur être reversées.
L'acteur est alors en tournage en Namibie, où il n'existe aucun accord d'extradition avec les États-Unis. Il revient aux États-Unis le 8 décembre 2006 par un vol privé atterrissant à l'aéroport d'Orlando et se rend aux autorités. Il plaide alors non coupable et obtient sa libération contre le paiement d'une caution d'un million de dollars. Bien que son procès soit prévu pour le 5 mars 2007, la Cour l'autorise à retourner en Afrique pour y terminer le tournage.
Sur cette affaire, il se déclare victime d'un acharnement injuste des procureurs et des services fiscaux.
Il a été condamné en avril 2008 par la justice de Floride à trois années de prison ferme pour fraude fiscale s'élevant à 38 millions de dollars, jugement dont il a fait appel. Le 16 juillet 2010, ce jugement est confirmé par la cour d'appel américaine, il est écroué le jeudi 9 décembre 2010 et libéré le 6 avril 2013.

## Filmographie
Sauf indication contraire, les informations mentionnées dans cette section peuvent être confirmées par la base de données cinématographiques IMDb,  présente dans la section « Liens externes ».

### Acteur

#### Cinéma

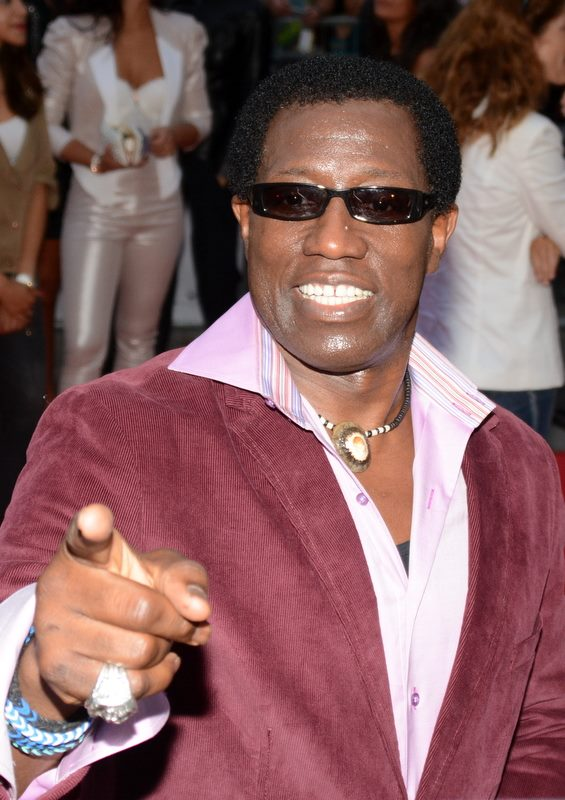
Wesley Snipes en août 2014, à l'avant-première française de Expendables 3.

##### Années 1980
- 1986 : Femme de choc (Wildcats) de Michael Ritchie : Trumaine
- 1986 : Les Chemins de la gloire (Streets of Gold) de Joe Roth : Roland Jenkins
- 1987 : Toubib malgré lui (Critical Condition) : de Michael Apted : l'ambulancier
- 1989 : Les Indians (Major League) de David S. Ward : Willie Mays Hayes

##### Années 1990
- 1990 : The King of New York (King of New York) d'Abel Ferrara : Thomas Flanigan
- 1990 : Mo' Better Blues de Spike Lee : Shadow Henderson
- 1991 : New Jack City de Mario Van Peebles : Nino Brown
- 1991 : Jungle Fever de Spike Lee : Flipper Purify
- 1992 : The Waterdance de Neal Jimenez et Michael Steinberg : Raymond Hill
- 1992 : Les blancs ne savent pas sauter (White Men Can't Jump) de Ron Shelton : Sidney Deane
- 1992 : Passager 57 (Passenger 57) de Kevin Hooks : John Cutter
- 1993 : L'Extrême Limite (Boiling Point) de James B. Harris : Jimmy Mercer
- 1993 : Soleil levant (Rising Sun) de Philip Kaufman : le lieutenant Webster Smith
- 1993 : Demolition Man de Marco Brambilla : Simon Phoenix
- 1994 : Revocator (en) (Sugar Hill) de Leon Isacho (en) : Roemello Skuggs
- 1994 : Drop Zone de John Badham : Pete Nessip
- 1995 : Extravagances (To Wong Foo Thanks for Everything, Julie Newmar) de Beeban Kidron : Noxeema
- 1995 : Money Train de Joseph Ruben : John
- 1995 : Où sont les hommes ? (Waiting to Exhale) de Forest Whitaker : James Wheeler (non crédité)
- 1996 : Le Fan (The Fan) de Tony Scott : Bobby Rayburn
- 1997 : Meurtre à la Maison-Blanche (Murder at 1600) de Dwight H. Little : l'inspecteur Harlan Regis
- 1997 : Pour une nuit... (One Night Stand) de Mike Figgis : Max Carlyle
- 1998 : U.S. Marshals de Stuart Baird : Sheridan
- 1998 : Loin d'ici (Down in the Delta) de Maya Angelou : Will Sinclair
- 1998 : Future Sport (Future Sport) de Ernest Dickerson : Obike Fixx
- 1998 : Blade de Stephen Norrington : Blade (également chorégraphe des combats)
- 1999 : Les Adversaires (Play It to the Bone) de Ron Shelton : un fan près du ring

##### Années 2000
- 2000 : L'Art de la guerre (The Art of War) de Christian Duguay : Neil Shaw
- 2002 : Appel au meurtre (Liberty Stands Still) (DTV) de Kari Skogland : Joe
- 2002 : The Robbery (Zig Zag) de David S. Goyer : Dave Fletcher
- 2002 : Blade 2 (Blade II) de Guillermo del Toro : Blade (également chorégraphe des combats)
- 2002 : Un seul deviendra invincible (Undisputed) de Walter Hill : Monroe Hutchen
- 2004 : Blade: Trinity de David S. Goyer : Blade
- 2004 : Indestructible (Unstoppable) (DTV) de David Carson : Dean Cage
- 2005 : 7 secondes (7 Seconds) (DTV) de Simon Fellows : Jack Tuliver
- 2005 : Nuclear Target (The Marksman) (DTV) de Marcus Adams : Painter
- 2006 : Chaos de Tony Giglio : Lorenz / Jason York
- 2006 : The Detonator (DTV) de Po-Chih Leong : Sonni Griffith
- 2006 : Hard Luck (DTV) de Mario Van Peebles : Lucky
- 2007 : The Contractor (DTV) de Josef Rusnak : James Dial
- 2008 : L'Art de la guerre 2 (The Art of War II: The Betrayal) (DTV) de Josef Rusnak : Neil Shaw
- 2009 : L'Élite de Brooklyn (Brooklyn's Finest) d'Antoine Fuqua : Caz

##### Années 2010
- 2010 : Game of Death (en) (DTV) de Giorgio Serafini : Marcus
- 2012 : Gallow Walkers (Gallowwalkers) (DTV) d'Andrew Goth : Aman
- 2014 : Expendables 3 (The Expendables 3) de Patrick Hughes : Doc
- 2015 : Chi-Raq de Spike Lee : Sean « Cyclops » Andrews
- 2017 : The Recall (DTV) de Mauro Borrelli : le chasseur
- 2017 : Riposte armée (DTV) de John Stockwell : Isaac
- 2019 : Dolemite Is My Name de Craig Brewer : D'Urville Martin

##### Années 2020
- 2020 : Cut Throat City de RZA : Lawrence
- 2021 : Un prince à New York 2 de Craig Brewer : le général Izzi
- 2023 : Back on the Strip de Chris Spencer : Luther
- 2024 : Deadpool et Wolverine (Deadpool and Wolverine) de Shawn Levy : Eric Brooks / Blade

#### Télévision
- La Force du destin (All My Children) - 1 épisode : Marty
- 1986 : Deux Flics à Miami - saison 3, épisode 10 : Silk
- 1988 : Vietnam War Story - 1 épisode : Bookman
- 1989 : A Man Called Hawk - 2 épisodes : Nicholas Murdock
- 1989 : The Days and Nights of Molly Dodd - 1 épisode : Hood
- 1998 : Futuresport d'Ernest R. Dickerson : Obike Fixx (sorti en vidéo dans certains pays)
- 1990 : H.E.L.P. (en) - 6 épisodes : Lou Barton
- 1996 : America's Dream - segment The Boy Who Painted Christ Black de Paris Barclay, Bill Duke et Kevin Rodney Sullivan : George Du Vaul
- 1997 : Happily Ever After: Fairy Tales for Every Child - 1 épisode : The Pied Piper (voix)
- 2000 : Act of Love (Disappearing Acts) de Gina Prince-Bythewood : Franklin Swift
- 2003 : The Bernie Mac Show - 1 épisode : Duke
- 2015 : The Player - 9 épisodes : M. Johnson
- 2021 : La Réalité en face (Netflix) : Carlton

#### Clip
- 1987 : Bad de Michael Jackson, réalisé par Martin Scorsese

#### Jeux vidéo
- 1994 : Demolition Man : Simon Phoenix (voix)
- 2011 : Julius Styles: The International : Julius Styles (voix)

### Producteur / producteur délégué
- 1996 : John Henrik Clarke: A Great and Mighty Walk (documentaire) de St. Clair Bourne
- 1998 : Big Hit (The Big Hit) de Kirk Wong
- 1998 : Loin d'ici (Down in the Delta) de Maya Angelou
- 1996 : Masters of the Martial Arts Presented by Wesley Snipes (documentaire) de Joe Perota et Michael Williams
- 1998 : Blade de Stephen Norrington
- 1998 : Futuresport (TV) d'Ernest R. Dickerson
- 2000 : L'Art de la guerre (The Art of War) de Christian Duguay
- 2000 : Act of Love (Disappearing Acts) (TV) de Gina Prince-Bythewood
- 2001 : Dr. Ben (documentaire) de St. Clair Bourne
- 2002 : Blade 2 (Blade II) de Guillermo del Toro
- 2002 : Un seul deviendra invincible (Undisputed) de Walter Hill
- 2004 : Blade: Trinity de David S. Goyer
- 2012 : Revelations of the Mayans: 2012 and Beyond (documentaire)
- 2017 : The Recall de Mauro Borrelli
- 2017 : Riposte armée de John Stockwell

## Distinctions

### Récompenses
- WorldFest Houston 1992 : Lauréat du Prix Spécial du Jury du meilleur acteur pour The Waterdance
- NAACP Image Awards 1993 : meilleur acteur principal pour New Jack City
- NAACP Image Awards 1997 : meilleur acteur principal dans une mini-série où un téléfilm pour America's Dream
- Mostra de Venise 1997 : Coupe Volpi de la meilleure interprétation masculine  pour Pour une nuit...
- Blockbuster Entertainment Awards 1999 : acteur préféré pour Blade
- Black Reel Awards 2011 : meilleur acteur pour L'Élite de Brooklyn
- Screen Nation Awards 2016 : meilleure contribution au monde du cinéma et la télévision
- Black Reel Awards 2019 : meilleur acteur pour Dolemite Is My Name
- San Diego Film Critics Society Awards 2019 : meilleure performance comique pour Dolemite Is My Name

### Nominations
- MTV Movie + TV Awards 1992 : meilleur vilain pour New Jack City
- MTV Movie + TV Awards 1993 : meilleur baiser partagé avec Woody Harrelson, meilleur duo partagé avec Woody Harrelson pour Les blancs ne savent pas sauter
- Film Independent Spirit Awards 1993 : meilleur acteur dans un second rôle pour The Waterdance
- MTV Movie + TV Awards 1994 : meilleur vilain pour Demolition Man
- The Stinkers Bad Movie Awards 1998 : pire acteur pour Blade
- MTV Movie + TV Awards 1999  meilleur combat pour Blade
- Blockbuster Entertainment Awards 1999 : duo préféré partagé avec Tommy Lee Jonespour US Marshals
- Fangoria Chainsaw Awards 1999 : meilleur acteur pour Blade
- All Def Movie Awards 2016 : meilleur Bad Mu#&a pour New Jack City
- Detroit Film Critics Society Awards 2019 : meilleur acteur dans un second rôle pour Dolemite Is My Name
- Indiana Film Journalists Association Awards 2019 : meilleur acteur dans un second rôle pour Dolemite Is My Name
- San Diego Film Critics Society Awards 2019 : meilleur acteur dans un second rôle  pour Dolemite Is My Name
- St. Louis Film Critics Association Awards 2019 : meilleur acteur dans un second rôle pour Dolemite Is My Name

## Voix francophones
En France, Thierry Desroses est la voix française régulière de Wesley Snipes. Jacques Martial l'a également doublé à six reprises.
Au Québec, Jean-Luc Montminy est la voix québécoise régulière de l'acteur.